# Calcutta-olieveld
Het Calcutta-olieveld is een aardolieveld in het district Saramacca in Suriname. Het is vernoemd naar het dorp Calcutta.
Het olieveld werd bij toeval ontdekt toen Hugo Coleridge op 13 oktober 1965 als werknemer van de Geologisch Mijnbouwkundige Dienst (GMD) van Paramaribo naar de Stondansieval onderweg was en onderweg stopte in Calcutta waar aan een watervoorziening werd gewerkt. Daar vertelden ze hem dat het project mislukte, omdat de boormachine zou lekken. Eerst was er namelijk helder water opgepompt en op grotere diepte raakte het water vervuild. Toen Coleridge de monsters bekeek, besefte hij dat het geen motorolie was maar aardolie. Hij nam meteen contact op met Paramaribo om te voorkomen dat de put gedicht zou worden en de opdracht af te geven om nog dieper te boren. Toen dit gebeurde werd zijn conclusie bevestigd. Twee maanden later werd nabij Calcutta opnieuw olie gevonden.
Het ging echter om dikke olie van 16-API die vanwege de lage productie als niet-winstgevend werd beschouwd. Ook leek de olieafzetting te klein. Dezelfde conclusie werd later getrokken bij de vondst van het Tambaredjo-olieveld. In 1969 deed ook Shell de eerste vondsten van olie in de Surinaamse bodem. Ook Shell trok toen de conclusie dat de olievondsten voor het bedrijf niet van commerciële betekenis waren.
Geoloog Eddy Jharap zag later wel mogelijkheden. Hij werd er eens voor uitgelachen en maakte missers onderweg, maar maakte de Surinaamse olievelden exploitabel, zowel die van Calcutta als Tambaredjo. Hiermee kwam het begin van de olie-industrie in Suriname.
Spelers:
Staatsolie Maatschappij Suriname · Tout Lui Faut-raffinaderij · Energie Autoriteit Suriname · Suriname Energy, Oil & Gas Summit · Suriname Energy Chamber · Caribbean Energy Chamber
Onshore:
Calcutta-olieveld ·
Tambaredjo-olieveld ·
Tambaredjo Noordwest
Offshore:
Blok 52 ·
Blok 53 ·
Blok 58